# Paprika Korps
Paprika Korps – polski zespół muzyczny grający muzykę punky reggae i założony w 1996 w Opolu.

## Muzycy
- Piotr Maślanka – instrumenty klawiszowe, wokal, melodyka i inne
- Marcin Matlak – gitara rytmiczna, wokal
- Łukasz Rusinek – gitara melodyczna
- Tomasz Krawczyk – gitara basowa
- Aleksander Żeliźniak – perkusja
- Jakub Łukaszewski – konsoleta i efekty

## Dyskografia
- 1997 niewydane demo
- 1999 Kolejny krok (zremasterowana wersja wydana na CD w marcu 2005)
- 2001 Przede wszystkim muzyki
- 2004 Telewizor
- 2006 Koncert w Tampere (album koncertowy)
- 2007 Magnetofon
- 2008 Follow Follow (singel)
- 2010 Metalchem
- 2013 400 lat (razem z R.U.T.A.)
- 2016 Homemade Babylon